# Eskilstuna United
El Eskilstuna United és un club femení de futbol d'Eskilstuna, a Suècia. Va debutar a la Damallsvenskan el 2014, i l'any següent va ser subcampió, classificant-se per a la Lliga de Campions.

## Històric

### Palmarès
- 1 subcampionat de Lliga (2015)

### Trajectòria
| 16/17 |  | Glasgow City | VfL Wolfsburg |

- ¹ Fase de grups. Equip classificat pillor possicionat en cas d'eliminació o equip eliminat millor possicionat en cas de classificació.

| Damallsvenskan |  |  |  |     |     |     |     |     |      |   |     |     |     | 7 | 2 | 3 |
| Elitettan      |  |  |  | A-4 | A-7 | B-4 | A-7 | A-4 | B-10 |   | B-6 | B-4 | A-1 |   |   |   |
| Division 1     |  |  |  |     |     |     |     |     |      | ? |     |     |     |   |   |   |